# Illa de la Quarentena
L’Illa de la Quarentena ist eine kleine Mittelmeerinsel. Sie liegt am Eingang der Einfahrt zum Hafen von Maó im nordöstlichen Teil der spanischen Baleareninsel Menorca. Sie hat eine Fläche von rund 10.000 m² und ist auch unter dem Namen Illa Plana (deutsch: Flache Insel) bekannt.

## Geschichte
Um ihre Stadt und die Insel vor den damals in Europa wütenden Pestepidemien zu schützen, beschloss die Inselverwaltung im 13. Jahrhundert, dass sich vor dem Betreten der Insel alle ankommenden Reisenden isoliert in einem eigens dafür errichteten Lazarett aufhalten müssen. Von dieser Regelung leitet sich der Begriff Quarantäne in der Bedeutung des Inselnamens L’illa de la Quarentena ab, der in Aufzeichnungen von 1490 erstmals erwähnt wurde.
Eine weitere historische Quelle berichtet davon, dass neben der Besatzung auch Waren auf der Insel isoliert wurden und erst nach dreißig, später nach vierzig Tagen an Land gebracht werden durften. 1842 wurde ein komplett neues, den gesundheitlichen Bedürfnissen angepasstes Lazarett auf der Insel errichtet.
1993 wurde die Insel Illa de la Quarentena zum Biosphärenreservat erklärt und in die Vereinbarungen der UNESCO aufgenommen. Der Schwerpunkt liegt dabei auf dem Schutz einzelner Landschaftsteile und Naturdenkmale. Die Insel ist auch Nistplatz seltener Vogelarten wie zum Beispiel des Balearensturmtauchers, sowie des Fischadlers (Pandion haliaetus) und der Sturmschwalbe (Hydrobates pelagicus).